# Newmaninstitutet

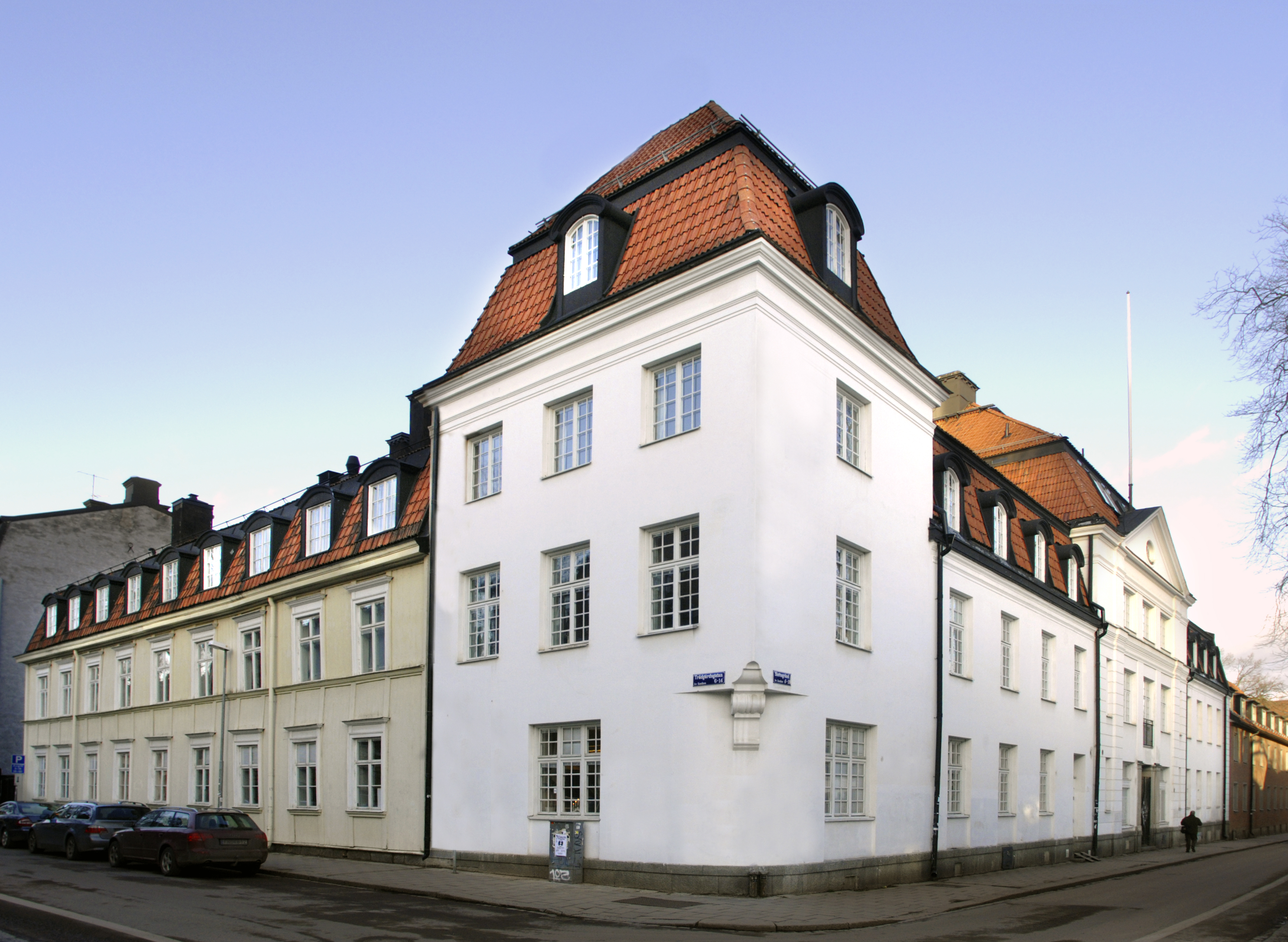
Newmaninstitutet

Newmaninstitutet är en privat svensk romersk-katolsk högskola, vars verksamhet bedrivs i Uppsala med inriktning mot teologi, filosofi och kultur. Institutet, som grundades 2001 av Jesuitorden och erhöll statlig ackreditering som högskola 2010, är namngivet efter den brittiske tänkaren, författaren och kardinalen John Henry Newman (1801–1890). Rektor är Philip Geister.
Institutets utbildning och kurser vänder sig till alla intresserade. Större delen av utbildningen i filosofi och teologi för blivande katolska präster i Sverige är sedan 2007 förlagd till institutet.

## Utbildning
Newmaninstitutet erbjuder två utbildningsprogram i teologi (kandidatexamen i teologi och kandidatexamen med teologi som huvudområde) och två utbildningsprogram i filosofi (kandidatexamen i filosofi och kandidatexamen med filosofi som huvudområde). Sedan hösten 2021 erbjuds även en masterutbildning i teologi om 120 högskolepoäng. Studerande kan även avlägga högskoleexamen i teologi och i filosofi om 120 högskolepoäng, eller läsa enstaka kurser inom områden som teologi, filosofi, litteratur, konst, kyrkoarkitektur, musik och film. 
Vid institutet undervisar omkring 25 lärare. Undervisningsspråket är i regel svenska, men vissa kurser ges på engelska. Institutet samarbetar med många andra utbildningsinstitutioner, både i Sverige och utomlands. Samarbetsavtal har också slutits med Philosophisch-theologische Hochschule Sankt Georgen i Frankfurt, Gregoriana- och Angelicum-universiteten i Rom, Boston College i USA och ett antal andra utländska institutioner. 
Högskolans första ordinarie professorer, Gösta Hallonsten, Anders Ekenberg och Ulf Jonsson, installerades i februari 2013.

## Newmanhuset
2006 flyttade Newmaninstitutet in i en byggnad vid korsningen Trädgårdsgatan och Slottsgränd i centrala Uppsala. Byggnaden har använts till olika utbildningar i över hundra år och är förmodligen mest känd för att ha hyst Fackskolan för huslig ekonomi. Den ligger ett kvarter från Sankt Lars katolska kyrka samt ett par hundra meter från Uppsala universitets huvudbyggnader och från Uppsala domkyrka. Newmanhuset rymmer ett bibliotek med för närvarande[när?] omkring 5 000 titlar inom ämnesområdena teologi, filosofi och kultur. Sedan 2009 inrymmer byggnaden även Stockholms katolska stifts prästseminarium.

## Signum
Newmaninstitutet utger den katolska kulturtidskriften Signum – Katolsk orientering om kyrka, kultur och samhälle, som skriver om ett brett spektrum av frågor kring tro, kultur, forskning och samhälle.